# Alfons Baeyens (syndicalist)
Alfons Baeyens (Gent, 11 augustus 1898 - aldaar, 1963) was een Belgisch socialistisch vakbondsbestuurder.

## Levensloop
Alfons Baeyens werd omstreeks 1920 hulpsecretaris van de Broederlijke Maatschappij der Wevers in Gent. In 1933 werd hij secretaris van TACB Gent, vervolgens algemeen secretaris TACB in 1951, nationaal voorzitter in 1954 en ten slotte nationaal secretaris van deze vakcentrale. Binnen het ABVV was hij tevens actief in het nationaal Bureau en Comité.